# Districte de Redon
El Districte de Redon és un dels quatre districtes amb què es divideix el departament francès d'Ille i Vilaine, a la regió de Bretanya. Té 7 cantons i 53 municipis. El cap del districte és la sotsprefectura de Redon.

## Cantons
- Cantó de Bain-de-Bretagne
- Cantó de Grand-Fougeray
- Cantó de Guichen
- Cantó de Maure-de-Bretagne
- Cantó de Pipriac
- Cantó de Redon
- Cantó du Sel-de-Bretagne